# 財光寺駅
財光寺駅（ざいこうじえき）は、宮崎県日向市大字財光寺沖の下にある、九州旅客鉄道（JR九州）日豊本線の駅である。

## 歴史
- 1989年（平成元年）3月11日：開業[1][3]。
- 1996年（平成8年）6月1日：宮崎総合鉄道事業部発足により、大分支社から鹿児島支社に移管。
- 2022年（令和4年）4月1日：宮崎支社の発足により、鹿児島支社から同支社へ移管[4]。

## 駅構造

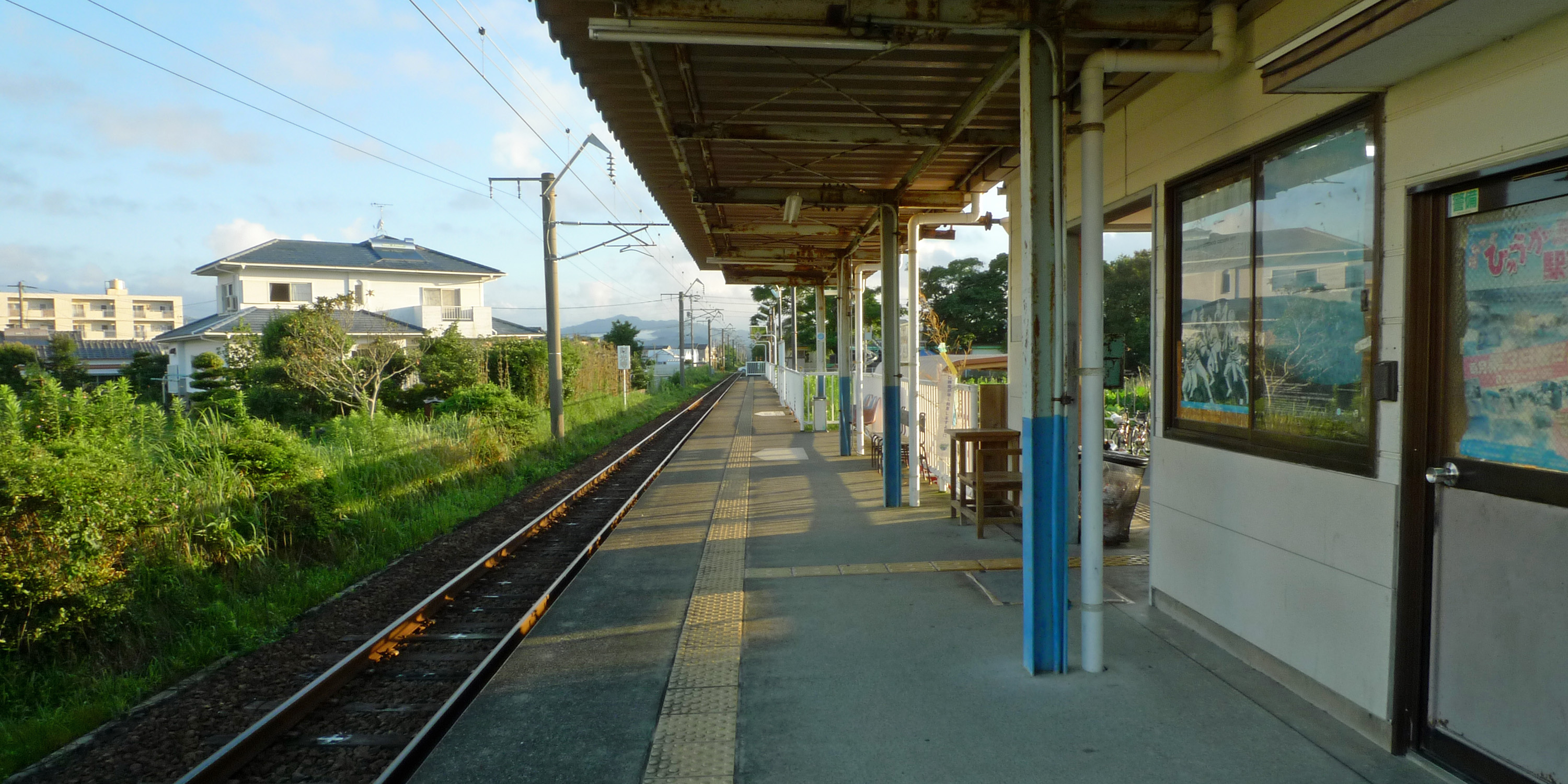
ホーム（2010年7月）

単式ホーム1面1線を有する地上駅。また、簡易委託駅である。

## 利用状況
近年の1日平均乗車人員は以下の通り。
| 年度   | 1日平均 乗車人員 |
| ------ | ---------------- |
| 1996年 | 271              |
| 1997年 | 257              |
| 1998年 | 234              |
| 1999年 | 215              |
| 2000年 | 196              |
| 2001年 | 208              |
| 2002年 | 219              |
| 2003年 | 228              |
| 2004年 | 252              |
| 2005年 | 265              |
| 2006年 | 269              |
| 2007年 | 272              |
| 2008年 | 247              |
| 2009年 | 242              |
| 2010年 | 224              |
| 2011年 | 233              |
| 2012年 | 265              |
| 2013年 | 286              |
| 2014年 | 272              |
| 2015年 | 265              |
| 2016年 | 非公表           |
| 2017年 | 非公表           |
| 2018年 | 非公表           |
| 2019年 | 非公表           |
| 2020年 | 非公表           |
| 2021年 | 246              |
| 2022年 | 267              |

## 駅周辺

### 西側
- 宮崎県立日向高等学校
- 宮崎県立日向工業高等学校
- 宮崎銀行財光寺支店
- 宮崎太陽銀行財光寺支店
- 日向財光寺郵便局

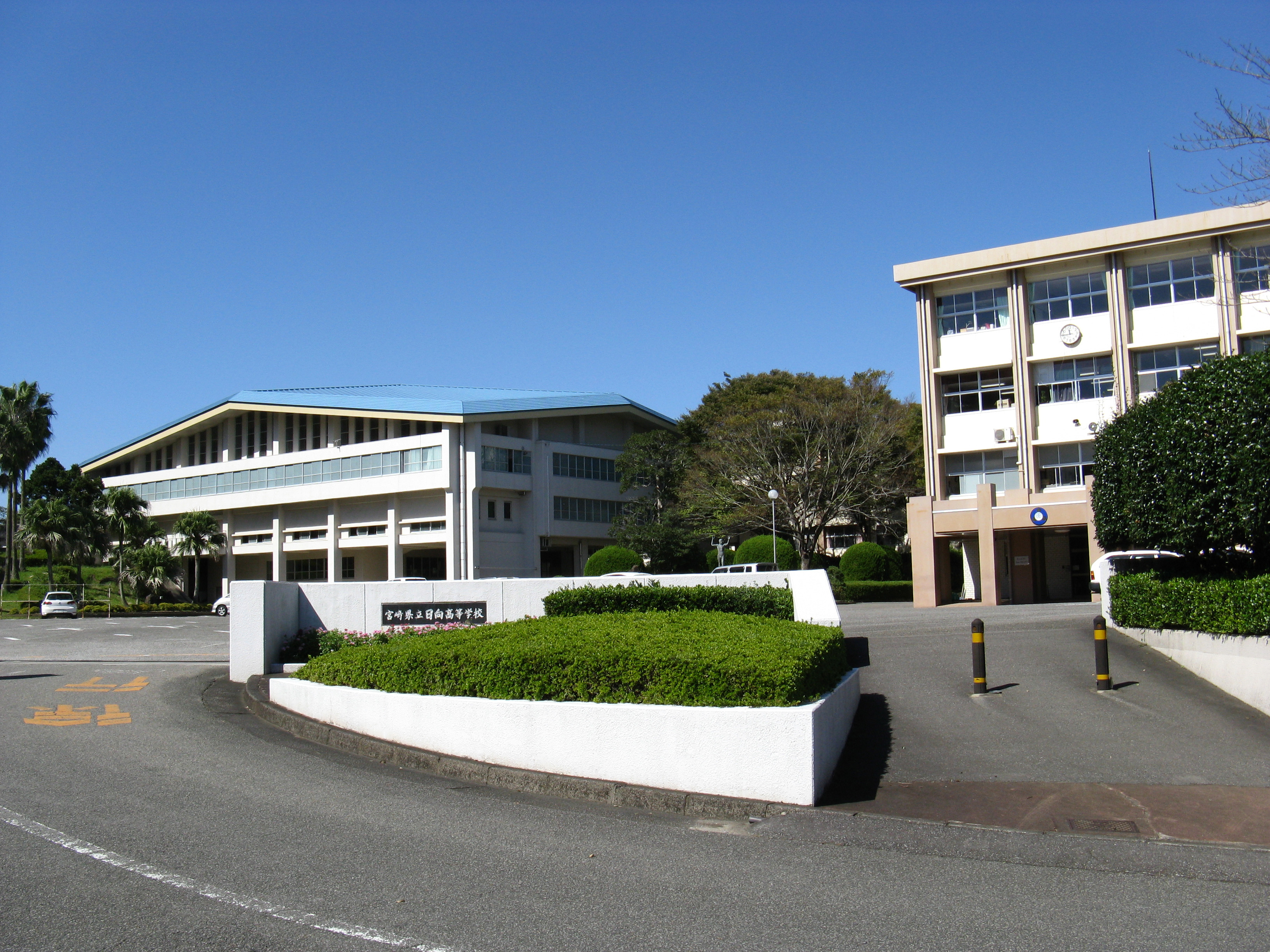
宮崎県立日向高等学校

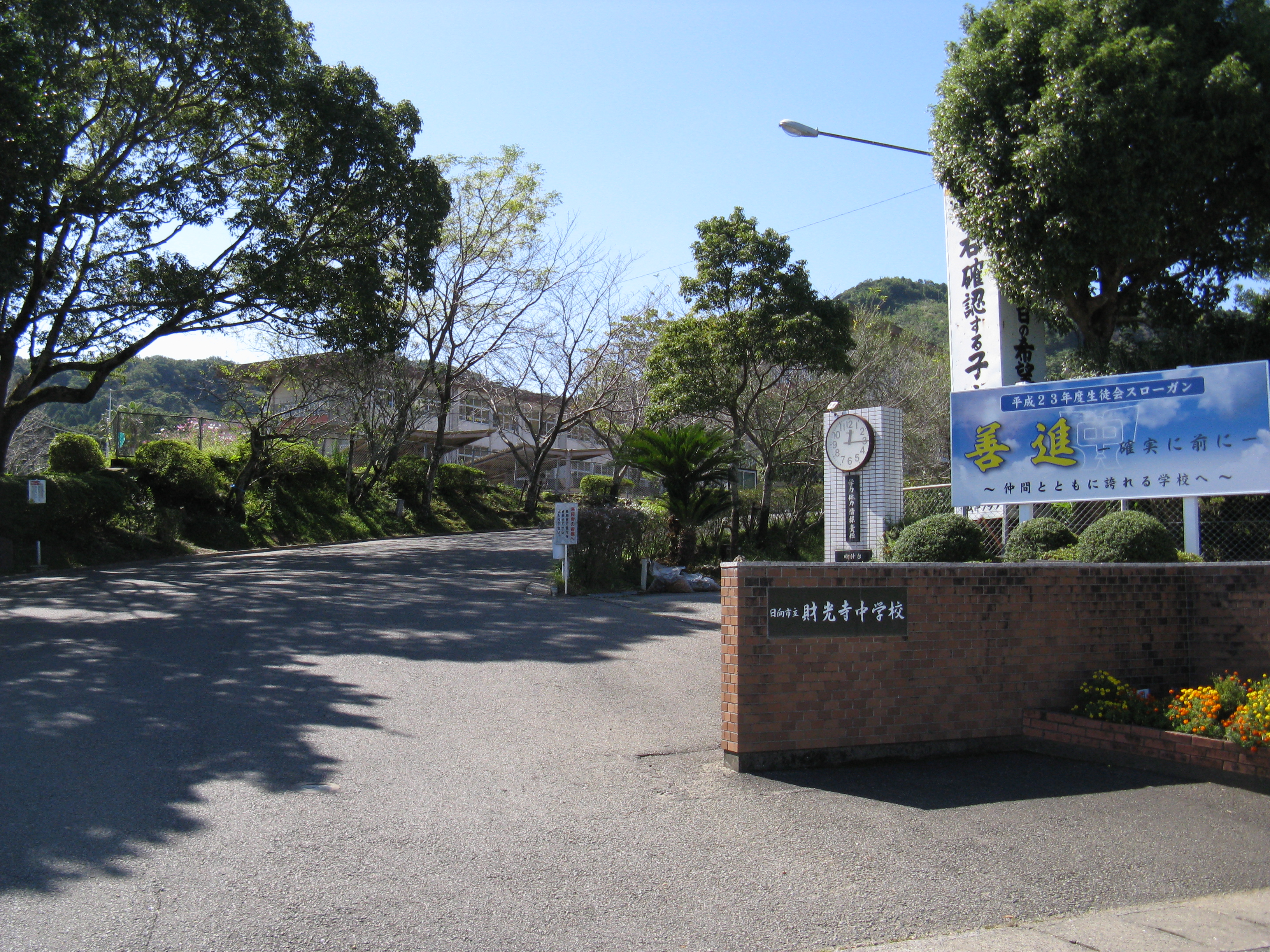
財光寺中学校

- 宮崎県農業協同組合（JAみやざき）財光寺支店
- 財光寺ショッピングセンター
- さくら亭
- 日向市立財光寺中学校
- 日向市立財光寺小学校
- 日向市立財光寺南小学校
- 東九州自動車道日向IC
- 宮崎県道226号土々呂日向線[1]
  - 松原バス停留所 - 宮崎交通

### 東側
- 日向市お倉ヶ浜総合公園野球場
- サウスタウン日向ショッピングセンター
  - 明林堂書店日向店
  - ABCマート日向財光寺店
  - ホームワイド財光寺店
- 天領うどん財光寺店
- 国道10号[1]
- 小倉ヶ浜道路

## 隣の駅
九州旅客鉄道（JR九州）
■日豊本線
日向市駅 - 財光寺駅 - 南日向駅